# Walid Dhaouadi
Walid Dhaouadi, né le 30 octobre 1994, est un footballeur tunisien évoluant au poste de défenseur avec le Sporting Club de Ben Arous.
Son frère Chamseddine est également footballeur.

## Clubs
- janvier-août 2013 : Club sportif de Hammam Lif (Tunisie)
- août 2013-septembre 2018 : Club africain (Tunisie)
  - janvier-juin 2014 : Avenir sportif de La Marsa (Tunisie, prêt)
- depuis septembre 2018 : Sporting Club de Ben Arous (Tunisie)

## Palmarès
- Championnat de Tunisie (1) : 2015
- Coupe de Tunisie (1) : 2017